# 播音人 (新加坡電視劇)
播音人是一套由新加坡新傳媒電視製播的電視喜劇。由1998年播出。戲裡提到一個在新加坡名為「美的聲音」的電台。

## 人物介紹
- 程美光（歐菁仙飾）
- 吳飄盈（別稱「小喇叭」，黃嫊方飾）
- 嚴　濤（鄒聯福飾）
- 白素琴（別稱「白夫人」，洪慧芳飾）
- 李　清（黃家強飾）
- 楊志鴻（別稱"Meepok"，傅康瑞飾）
- 程美麗
- 王得福（凌霄飾）
- Muthu